# 千早城之戰
千早城之战（日语：ちはやじょうのたたかい）是1332年（元弘2年、正庆元年）呼应后醍醐天皇的倒幕运动起兵的河内武将楠木正成与镰仓幕府军之间的一场围城战。千早城是一座山城，与上赤坂城・下赤坂城并列，都位于现在大阪府千早赤阪村。

## 经过
1331年（元弘元年、元德3年）因为倒幕计划泄露，后醍醐天皇在笠置山举兵，楠木正成也在河内赤坂起兵与之呼应（元弘之乱）。镰仓幕府派出讨伐军镇压叛乱，流放后醍醐天皇到隐歧岛，其他相关人员也受到了处置。然而第二年正成继续凭借千早城与幕府军对抗。
幕府方在攻陷上下赤坂城以后，以大军包围了千早城，而楠木方守军仅有1千人。古典『太平記』记载幕府方的兵力达到了「100万」。虽然人数处于绝对劣势，正成仍得以坚持抵抗，据说是因为使用了种种奇策：从山崖上扔下石块和原木；向城下泼洒燃烧的油等等。当地的土豪等见此情况也纷纷加入正成一边夹击幕府军。
楠木正成在千早城的奋战有效地拖住了镰仓幕府的主力，继而实力派御家人足利尊氏和新田义贞等人叛变，镰仓幕府灭亡。随后楠木氏在后醍醐天皇开展的建武新政中得到重用。